# 布貨 (朝鮮)
布貨（ボファ、ふか）は、李氏朝鮮時代の朝鮮半島で使われた貨幣として使用する布のこと。物品貨幣の一種。
中国で布銭、布幣ともいわれた青銅貨幣の布貨とは別物である。

## 概要
高麗時代において塩の専売制（権塩法）が行われ、塩との交換品は布に限定される。李氏朝鮮においても塩の専売制および塩と布との交換は継続された。
朝鮮王太宗治世中に1401年（太宗元年）に左議政・河崙の建議により楮紙製の紙幣である楮貨制度の実施が建議、実施される。楮貨導入の論議の過程で、紙幣の代わりに布製の貨幣の導入を主張する官僚もいたが採用されなかった。こうして法貨としての楮貨制度が実施され、物品貨幣は禁止されたが、民衆は楮貨を使わなかった。この為に布貨の利用が許可されたが、布貨の利用が拡大して楮貨を駆逐するようになり、1403年（太宗3年）に楮貨制度は中止された。
しかしながら1410年（太宗10年）には楮貨制度が復活し、布貨の使用は一切禁止された。ところが商取引で楮貨が嫌われ、流通に支障をきたしたので、1415年（太宗15年）に布帛税納税を条件に布貨の使用が認められた。なお、その前年の1414年（太宗14年）には塩との交換品は布・米・雑穀とする課塩法の実施が奉請された。布帛税の納税が必要なのに拘わらず、民衆は楮貨より布貨の方を好んだので、楮貨の暴落が進んだ。
1687年に常平通宝のみが唯一の法貨とされた。